# Bahnhof Liebenau (Bz Kassel)
Der Bahnhof Liebenau (Bz Kassel) ist ein Haltepunkt in der Kleinstadt Liebenau im Landkreis Kassel nahe der Landesgrenze zwischen Nordrhein-Westfalen und Hessen. Er liegt an Streckenkilometer 301,255 der Bahnstrecke Kassel–Warburg („Friedrichs-Wilhelms-Nordbahn“) und besitzt zwei Bahnsteiggleise. Das Empfangsgebäude des ehemaligen Bahnhofs sowie die über die Gleise führende Eisenbahnbrücke sind Kulturdenkmäler aufgrund des Hessischen Denkmalschutzgesetzes.
Bis zur Aufgabe des Haltes für Personenzüge 2015 war Liebenau mit insgesamt nur vier haltenden Zügen pro Tag einer der am wenigsten frequentierten Personenbahnhöfe in Deutschland.

## Geschichte
Das Empfangsgebäude des Bahnhofs Liebenau wurde 1848 eröffnet. Der Schienenverkehr auf dem Streckenabschnitt Hümme–Haueda der Friedrich-Wilhelms-Nordbahn wurde jedoch erst ein Jahr später in Betrieb genommenen.
Nach dem Bau des Bahnhofs wurde das bisher geschlossene Oval des Stadtbildes aufgelöst. Die Liebenauer Bürger konnten sich nur mühsam an das neue Verkehrsmittel „Eisenbahn“ gewöhnen. So gab es Beschwerden über das Bahnhof- und Streckenpersonal, welches über die Einhaltung der Sicherheitsbestimmungen wachte.
Die Weiterführung nach Warburg erfolgte im Juli 1853 nach Fertigstellung des Viaduktes über die Diemel. Sie ist an dieser Stelle heute Landesgrenze nach Nordrhein-Westfalen.
Zwischen 1945 und 1949 war der Bahnhof Liebenau Grenzbahnhof zwischen der britischen und der amerikanischen Besatzungszone.
Nach dem Zweiten Weltkrieg gab es neben zwei Stellwerken noch einen Schrankenposten, eine Fahrkartenausgabe, eine Güterabfertigung mit eigener Rangierlok und eine Bahnmeisterei. Der Güterverkehr hatte noch bis in die 1970er Jahre eine Bedeutung und die Bahn war der größte Arbeitgeber in Liebenau. Über die Schiene trafen u. a. Kunstdünger für die beiden Kornhäuser und Holz für die Fensterfabrik ein.
Die 1970er Jahre brachten für den Bahnhof Liebenau einige Veränderungen mit sich. So wurde der bisherige beschrankte Bahnübergang durch eine neue Fußgängerbrücke aus Spannbeton ersetzt, welche heute unter Denkmalschutz steht. Nur wenige Jahre später kam das Aus für den Liebenauer Bahnhof. Als Folge der Umwandlung in ein regionales Eilzugsystem wurde der Halt von Personenzügen im Mai 1978 (zunächst) aufgegeben.
1996 wurde der Bahnhof reaktiviert und in das Tarifgebiet des Nordhessischen Verkehrsverbundes (NVV) integriert.
Nachdem die Strecke Kassel–Warburg zum System der RegioTram Kassel gehörte, war der Bahnhof Liebenau seit dem 8. Mai 2005 Halt der RegioTram-Linie RT 3 (Warburg–Hofgeismar–Vellmar-Obervellmar–Kassel). Diese Verbindung existiert nicht mehr, da die Linie RT3 bis Hofgeismar-Hümme verkürzt wurde und nicht mehr über Liebenau bis Warburg verkehrt.
Zum Hessentag 2015, welcher im benachbarten Hofgeismar stattfand, erlebte der Liebenauer Bahnhof kurzzeitig einen Aufschwung, da nun die meisten Züge des Sauerland-Expresses (RE 17) sowie die zweistündlich verkehrenden Zusatzzüge der Linie RB 89 (Ems-Börde-Bahn) Liebenau bedienten.
Seit dem 13. Dezember 2015 halten im Bahnhof Liebenau planmäßig keine Züge mehr. Damit wurde die Station zum zweiten Mal nach 1978 stillgelegt.

### Reaktivierung
Der Nordhessische Verkehrsverbund machte Ende 2024 bekannt, dass er eine Reaktivierung des Bahnhofs Liebenau zusammen mit den Stationen in Haueda und Lamerden prüft. Nach ersten Potenzialanalysen soll im nächsten Schritt eine Machbarkeitsstudie folgen. Er wies jedoch darauf hin, dass eine Reaktivierung nur dann möglich wäre, wenn die Regional-Express-Linie Hagen-Brilon/Warburg („Sauerland-Express“) künftig wieder bis nach Kassel-Wilhelmshöhe durchgebunden wird.

## Empfangsgebäude

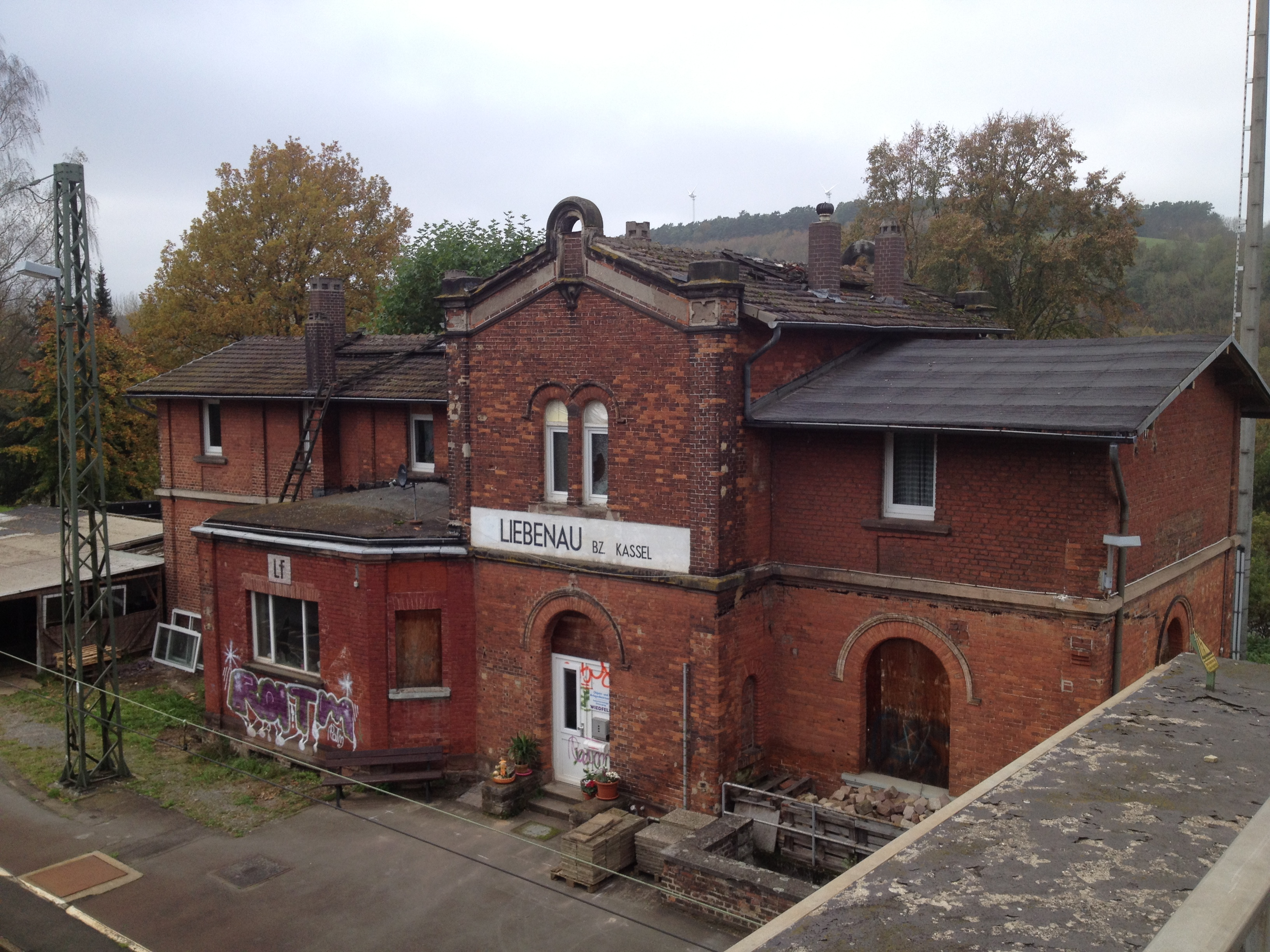
denkmalgeschütztes Empfangsgebäude

Das Empfangsgebäude des Liebenauer Bahnhofs hat sich – zumindest aus baulicher Sicht – seit seiner Errichtung 1848 kaum verändert. Der rote Ziegelsteinbau steht unter Denkmalschutz und befindet sich seit einigen Jahren in Privatbesitz.

## Gleis- und Bahnsteiganlagen
Der Bahnhof Liebenau besitzt heute nur noch zwei von ehemals drei Gleisen an einem Haus- und einem Mittelbahnsteig. Gleis 1 am Hausbahnsteig diente den beiden verbliebenen Zügen Richtung Warburg/Hagen, Gleis 2 am Inselbahnsteig wurde von den Zügen Richtung Kassel befahren. Das Gleis 3 war lediglich ein Ausweichgleis. Mittlerweile ist dieses Gleis entfernt worden, womit die Station betrieblich vom Bahnhof zum Haltepunkt wurde.

## Bedienung
In Liebenau hielten zuletzt nur noch vier Züge der Regional-Express-Linie RE 17 („Sauerland-Express“) auf der Strecke Hagen Hbf–Schwerte (Ruhr)–Arnsberg–Bestwig–Brilon Wald–Warburg–Kassel-Wilhelmshöhe, morgens zwei Züge Richtung Kassel, nachmittags zwei Züge Richtung Warburg.
Während des Hessentages 2015 hielten die zweistündlich verkehrenden Zusatzzüge der Linie RB 89 (Ems-Börde-Bahn) in Liebenau, welche von Grebenstein über Hofgeismar und Warburg nach Paderborn unterwegs waren.
Bis zum turnusgemäßen Fahrplanwechsel 2013/2014 am 15. Dezember 2013 verkehrten über Liebenau in den Tagesrandlagen einzelne Züge der RegioTram-Linie RT 3 zwischen Kassel und Warburg.